# Sphodrophoxus jivarus
Sphodrophoxus jivarus är en insektsart som beskrevs av Morgan Hebard 1924. Sphodrophoxus jivarus ingår i släktet Sphodrophoxus och familjen vårtbitare. Inga underarter finns listade i Catalogue of Life.